# 320. pehotni polk (Wehrmacht)
320. pehotni polk (izvirno nemško Infanterie-Regiment 320) je bil eden izmed pehotnih polkov v sestavi redne nemške kopenske vojske med drugo svetovno vojno.

## Zgodovina
Polk je bil ustanovljen 26. avgusta 1939 kot polk 3. vala na področju WK VII preko Landwehr-Kommandeur München; polk je bil dodeljen 212. pehotni diviziji.
6. februarja 1940 so bile 4., 8. in 12. četa reorganizirane v mitralješke čete, medtem ko je bila 15. (pionirska) četa odvzeta polku in dodeljena 296. pionirskemu bataljonu.
Med julijem 1940 in februarjem 1941 je bil polk na počitku in popolnitvi. 5. maja 1941 je bila 13. četa odvzeta in dodeljena 337. pehotnemu polku; jeseni istega leta je v zameno prejela 13. četo 323. pehotnega polka.
10. avgusta 1942 so razpustili III. bataljon zaradi hudih izgub.
15. oktobra 1942 je bil polk preimenovan v 320. grenadirski polk.